# Словения на зимних Олимпийских играх 2002
Словения принимала участие в Зимних Олимпийских играх 2002 года в Солт-Лейк-Сити (США) в четвёртый раз за свою историю, но не завоевала ни одной медали. Сборную страны представляли 24 мужчины и 16 женщин.

## 03!Бронза
- Прыжки с трамплина, мужчины — Дамьян Фрас, Примож Петерка, Роберт Кранец и Петер Жонта.

## Состав и результаты олимпийской сборной Словении

#### Горнолыжный спорт
Спортсменов — 1
| Соревнование | Спортсмены   | Скоростной спуск/ 1 спуск | Слалом/ 2 спуск | Всего   | Место |
| ------------ | ------------ | ------------------------- | --------------- | ------- | ----- |
| Слалом       | Наташа Бокал | 55,02                     | 54,92           | 1:49,94 | 9     |